# Ninjō
Dans la culture japonaise, le ninjō (en japonais : 人情, « émotion humaine » ou « compassion ») est le sentiment qui complète et s'oppose à la notion de giri, ou obligation sociale. Au sens large, le ninjō est décrit comme le sentiment humain qui émerge inévitablement en réaction à l'obligation sociale. Le concept de ninjō est spécifique à la culture japonaise, cependant son importance au sein de celle-ci et l'existence ou non d'équivalents dans d'autres cultures est l'objet d'un débat au sein de la littérature nihonjinron qui compare la culture japonaise aux autres cultures.

## Concept
Le mot ninjō se traduit grossièrement par « sentiment humain » ou « émotion », et peut également être interprété comme un aspect spécifique de ces termes, par exemple la générosité ou la sympathie envers les faibles. L'illustration classique du ninjō est celle d'un samouraï tombant amoureux d'une partenaire socialement inacceptable, telle qu'une personne de basse extraction ou d'un clan ennemi. En tant que membre fidèle de son clan, il est alors tiraillé entre l'obligation envers son seigneur féodal et ses sentiments personnels, la seule solution possible étant le shinjū ou double suicide amoureux. Cette situation démontre à quel point le giri est supérieur au ninjō dans la pensée japonaise, ce dernier étant perçu comme susceptible d'affaiblir le dévouement d'un individu à son devoir.
Les commentateurs japonais comme étrangers ont rapproché cette opposition de la pièce de William Shakespeare Roméo et Juliette ou de l'Énéide. La question de savoir si les Japonais contemporains sont toujours plus sensibles à la notion de giri que les Occidentaux, et continuent donc à se penser psychologiquement dans ces termes de conflit giri-ninjō est l'une de celles qui divisent les études japonaises (nihonjinron) entre partisans et sceptiques de la spécificité japonaise.